# 分子建模

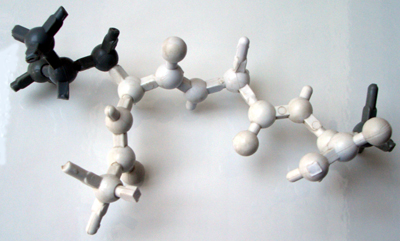
實物作成的分子模型。

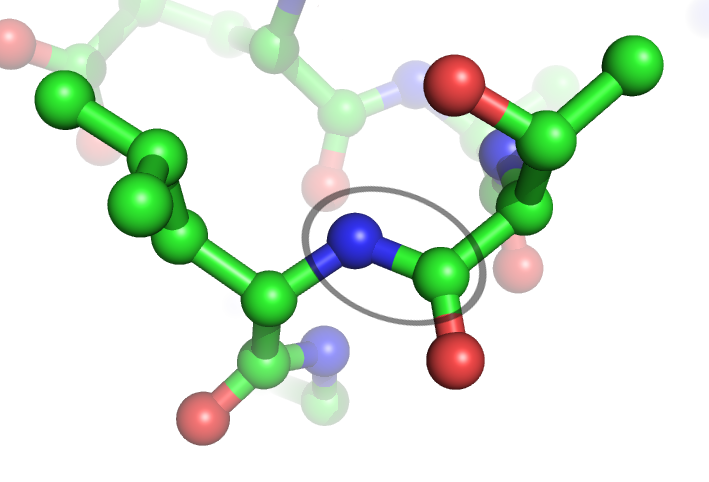
電腦軟體製作的分子模型。

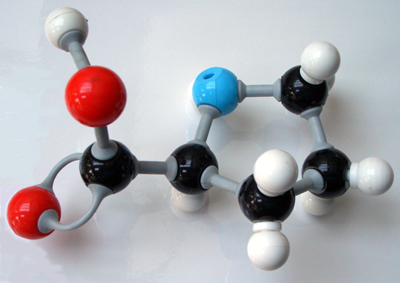
實物作成的脯胺酸分子模型。

分子建模（英語：Molecular modelling）或稱分子模擬，是指利用理論方法與計算技術，模擬出化學分子的外觀或性質，屬於計算化學與計算生物學領域的研究對象。並且是化學與生物學上，如結構生物學等學門所應用的研究方法。

## 分类
分子建模中最理想化即为量子力学（quantum mechanics，QM），包括从头算（ab initio）、密度泛函理论（density functional theory）等，原则上任何系统皆可得到优良结果，而无需特意进行参数化。虽然QM理论性强，但是成本极高，仅可用于小模型系统中分析电子分布及转移过程，更大尺度下的建模方法则由全原子分子动力学（all atom molecular dynamics，AAMD）取代。诸如AAMD这样的分子力学（molecular mechanics，MM）通过力场（force field）定义模拟过程中分子内内外相互作用力，根据原子间距离、键角等几何关系计算势能，而力场参数则通过首先通过QM计算得到。若结合QM精确性及MM快速性，在电子重排区域较为局限时，可使用混合QM/MM（hybrid QM/MM）方法，小部分关键活性位点由QM描述，而剩余大部分则由力场描述。若需要在更大尺度进行模拟，则需要通过粗粒化（coarse-grained，CG）将多个相邻原子视为单个CG珠子，珠子间相互作用再描述以参数化势能函数进行模拟，然而CG会丢失原子本身信息，降低系统模拟准确性。

## 历史
分子聚合物与核酸的相互作用研究，由于现今仪器分辨率所限而无法更深入进行探索，可通过分子建模填补此中空白。通过计算机模拟，可获得原子或分子运动状态，从中分析相互作用，自1977年James Andrew McCammon等人首次模拟生物大分子以来，分子建模已成为生物系统的独特分析工具，其中模拟方法也不断发展。生物大分子结构多样，单一尺度下无法良好模拟，因此近年来已发展出诸多分子建模方法，涵盖多种不同尺度。
AMBER力场中，1999年Peter Andrew Kollman团队提出parm99力场，可以很好描述核酸模型，但随着模拟时长延长至100 ns尺度，则逐渐产生问题。2007年Modesto Orozco等人基于parm99改进了DNA在α/γ协同扭转方面的描述，提出了parmbsc0力场，解决了100 ns时间尺度内的核酸结构精确性，2016年该团队再提出parmbsc1，使DNA在μs尺度下维持模拟过程结构精确性。AMBER 力场主要描述蛋白质以及核酸系统，对有机分子则力所不及，因此聚合物与DNA结合模拟中，仍需援引其他力场共同协助。2004年David A. Case等人提出GAFF（general AMBER force field），形式及参数化与AMBER力场一致，将力场范围扩展至各种带氢、碳、氮、氧、硫、磷以及卤素原子的有机分子。基于原子类型、电荷、键长、键角和扭转角等进行参数化，并不描述不同原子类型组合，而是根据键合拓扑结构及几何形状定义给定的有机分子。

## 分子建模軟體
虽然AAMD当前仅能在μs尺度以内模拟106个原子，但随着算力不断提升，以及力场参数不断优化下不断发展。对于MD，其准确性极大取决于力场选择，不同力场专注于描述不同分子，选择不良力场易导致结果偏差。MD所用力场中，AMBER（assisted model building with energy refinement）和CHARMM（chemistry at Harvard macromolecular mechanics）使用最为广泛。目前MD领域，模拟常用程序包主要有CHARMM、AMBER、GROMACS（Groningen machine for chemical simulations）以及NAMD（nanoscale molecular dynamics）。各程序包基础功能类似，但也各有特色，CHARMM分析范围广泛，但是学习曲线较陡，需掌握其复杂脚本语言，且并行能力较差；NAMD简单易用，但其功能有所削减，仅有AAMD基本功能。AMBER与GROMACS功能近似NAMD，其中GROMACS无需使用脚本语言，拥有大量轨迹分析工具，其开源特性也独一于上述四种程序包，应用广泛。
一些常用软件参见
- Agile Molecule （页面存档备份，存于）
- AMBER
- BALLView
- CHARMM
- Cerius2
- GAUSSIAN
- Ghemical
- GROMOS
- InsightII
- MarvinSpace
- MMTK
- MOE
- Molsoft ICM
- NOCH
- Oscail X
- PyMOL
- Sirius
- SPARTAN （页面存档备份，存于）
- Sybyl（页面存档备份，存于）
- VMD
- WHAT IF （页面存档备份，存于）

## 外部連結
- Center for Molecular Modeling at the National Institutes of Health (NIH) (U.S. Government Agency)
- Molecular Simulation
- The eCheminfo （页面存档备份，存于） Network and Community of Practice in Informatics and Modeling
- Molecular Modelling Italian web portal